# Tonka Kulčar-Vajda
Tonka (Antonija) Kulčar-Vajda (Varaždin, 10. srpnja 1887. – Rogaška Slatina, 24. studenoga 1971.), hrvatska fotografkinja.
Fotografsku karijeru započela je kod kod fotografa Rudolfa Mosingera u Zagrebu, a potom u Münchenu studirala je modernu fotografiju na fotografskoj stručnoj školi. Nakon povratka otvorila je 1916. dva ateljea. U lipnju 1917.  preuzela »atelijer za modernu fotografiju i slikovnu umjetnost« na ondašnjem Trgu Franje Josipa I. (Tomislavov trg) pod imenom »Olga« a uskoro se i udala za bivšeg vlasnika atelijera Artura Kulčara . Desetak godina poslije (1929.) modernizirala je fotografski salon i preselila ga u negdašnji slikarski atelijer Vlaha Bukovca, pod imenom » Tonka«, koje će postati zaštitni znak vrhunske portretne fotografìje. Bila je kraljevski dvorski fotograf dinastije Karadordević do 1934. U rujnu 1932. otvorila je u Ilici fotografski salon koji je uz fotografske prostorije, u salonskom dijelu, izrastao u prestižno okupljalište zagrebačkih književnika i umjetnika. Foto-atelijer »Tonka« će tijekom četvrt stoljeća djelovanja s tisućama fotografskih zapisa (foto ploča) postati svojevrsni kroničar društvenoga i kulturnoga života u Zagrebu. Njezine su fotografije izražavale i sve pomodne tendencije u tretmanu portreta, te aktualizirale ženski akt kao fotografsku temu. Dame koje je portretirala namjestila je u poze holivudskih filmskih zvijezda dokumentirajući "lude dvadesete". Poslije smrti supruga Artura Kulčara, udala se 1937. za akademskog slikara Jožu Psuta. Također je bila jednom od najboljih dvorskih fotografkinja dinastije Karađorđevića. Za vrijeme NDH Foto-atelijer »Tonka« je i dalje radio, ali smanjeno zbog ratnog stanja. U jednom dijelu njezina prostora smjestio se VIII. tabor ustaške mladeži. Godine 1958. Tonka Kulčar je otišla u Rogašku Slatinu, gdje je (od 1959.) također imala fotografski atelje.